# Kak trevožen ėtot put'
| Recensione | Giudizio |
| ---------- | -------- |
| InterMedia | 9/10     |

Kak trevožen ėtot put' (in russo Как тревожен этот путь?) è il quinto album in studio della cantante russa Alla Pugačëva, pubblicato nel settembre 1982 dalla Melodija.

## Tracce
Lato A
1. Ljudi, ljudi – 4:34 (testo: Il'ja Reznik – musica: Alla Pugačëva)
2. Ustalost' – 4:30 (testo: Il'ja Reznik – musica: Alla Pugačëva)
3. Ja bol'še ne revnuju – 5:15 (testo: Osip Mandel'štam – musica: Alla Pugačëva)
4. Dežurnyj angel – 4:33 (testo: Il'ja Reznik – musica: Alla Pugačëva)

Lato B
1. Beda – 5:07 (Vladimir Vysockij)
2. Lesnica – 3:50 (testo: Il'ja Reznik – musica: Alla Pugačëva)
3. Kak trevožen ėtot put' – 4:57 (testo: Il'ja Reznik – musica: Alla Pugačëva)
4. Derži menja, solominka – 4:20 (testo: Evgenij Šlionskij – musica: Alla Pugačëva)

Lato C
1. Pervyj šag – 4:26 (testo: Il'ja Reznik – musica: Alla Pugačëva)
2. Vot tak slučilos', mama (Live) – 3:41 (testo: Oleg Mil'javskij – musica: Alla Pugačëva)
3. Staraja pesnja (Live) – 4:28 (testo: Il'ja Reznik – musica: Alla Pugačëva)
4. Kogda ja budu babuškoj (Live) – 3:07 (testo: Marina Cvetaeva – musica: Alla Pugačëva)
5. Ždi i pomni menja – 4:26 (testo: Il'ja Reznik – musica: Alla Pugačëva)

Lato D
1. Maèstro – 5:40 (testo: Il'ja Reznik – musica: Raimonds Pauls)
2. Starinnye časy – 4:38 (testo: Il'ja Reznik – musica: Raimonds Pauls)
3. Pesnja na "bis" (Live) – 7:17 (testo: Andrej Voznesenskij – musica: Raimonds Pauls)

## Classifiche

### Classifiche mensili
| Classifica (1983) | Posizione massima |
| ----------------- | ----------------- |
| Unione Sovietica  | 1                 |